# Richard Bennett Hatfield
Pour les articles homonymes, voir Hatfield.
Richard Bennett Hatfield, né le 9 avril 1931 à Woodstock (Nouveau-Brunswick) et mort le 26 avril 1991 à Ottawa, est un avocat et homme politique canadien.
Membre du Parti progressiste-conservateur, il est le premier ministre du Nouveau-Brunswick de 1970 à 1987 et sénateur canadien du 7 septembre 1990 jusqu'à sa mort le 26 avril 1991.

## Biographie

### Jeunesse
Né à Woodstock, au cœur du Nouveau-Brunswick conservateur et protestant, Richard Hatfield grandit à Hartland, dans une famille intimement associée à la vie politique. Son père, Heber Harold Hatfield a siégé comme député à la Chambre des communes de 1940 jusqu'à son décès, en 1952.
Dès l'âge de 4 ans, il fréquente les réunions politiques et à 7 ans, il participe avec son père au congrès à la direction du Parti conservateur, à Winnipeg, où il est photographié en compagnie du premier ministre sortant, Richard Bedford Bennett. Les parents d'Hatfield se sont inspirés du premier ministre conservateur en exercice pour nommer leur fils.
Après des études secondaires dans un internat de la région de Saint-Jean (Nouveau-Brunswick), Hatfield complète une formation en chimie à l'Université Acadia, de Wolfville (Nouvelle-Écosse). Il débute ensuite des études en médecine à l'Université Dalhousie de Halifax, mais les abandonne après un an, pour se consacrer à une formation en droit, qu'il complète en 1956 (LL.B.) Hatfield ne passe jamais l'examen d'entrée au Barreau du Nouveau-Brunswick. Il pratique brièvement le droit en Nouvelle-Écosse[réf. nécessaire] avant de revenir au Nouveau-Brunswick pour occuper le poste de directeur des ventes de Hatfield Industries Ltd., la fabrique familiale de croustilles.

## Homme politique
Profitant du siège laissé vacant par l'ancien premier ministre provincial Hugh John Flemming, qui démissionne en 1960 pour se faire élire à Ottawa, Hatfield est élu pour la première fois à l'Assemblée législative du Nouveau-Brunswick sous la bannière conservatrice lors d'une élection partielle, le 19 août 1961.
Après une tentative infructueuse en 1966, il devient chef de son parti en 1969. L'année suivante, il défait les libéraux, dirigés par Louis-J. Robichaud et devient le 26e premier ministre du Nouveau-Brunswick. Il a 39 ans. S'amorce alors l'un des plus longs règnes de l'histoire politique de cette province.

### Droits des Acadiens
Le gouvernement de Richard Hatfield a poursuivi les initiatives visant à moderniser l'appareil étatique provincial en maintenant et en poursuivant les réformes sociales et institutionnelles initiées par son prédécesseur. Dans une conférence quelques semaines avant son décès, Hatfield n'hésite pas déclarer que le programme de chances égales pour tous constitue l'événement politique le plus marquant de sa carrière.
Personnellement sympathique aux aspirations des Acadiens qui forment plus du tiers de la population, et conseillé par plusieurs conseillers francophones — il nomme un Acadien, Jean-Maurice Simard, au poste de ministre des Finances et vice-premier ministre —, Richard Hatfield, lui-même un unilingue anglophone, répond aux revendications francophones en 1972 en scindant la commission scolaire bilingue de Moncton en deux administrations distinctes, organisées selon la langue d'enseignement. Il récidive ensuite à Bathurst en 1977 et l'année suivante à Dalhousie. Il met également en place, dès 1974, la « dualité linguistique », c'est-à-dire la création de deux ministères de l'Éducation distincts, l'un pour le réseau scolaire anglophone et l'autre pour les écoles francophone.
Le 17 juillet 1981, l'Assemblée législative adopte la Loi reconnaissant l'égalité des deux communautés linguistiques officielles au Nouveau-Brunswick, qui, pour la première fois, reconnaît l'égalité de statut des Acadiens en tant que communauté linguistique et qui engage le gouvernement provincial à protéger et promouvoir le développement de cette communauté. Cette obligation sera inscrite dans la Constitution du Canada en 1993.
C'est également à cette période que le Nouveau-Brunswick prend sa place dans la Francophonie. En 1977, la province obtient le statut de gouvernement participant au sein de l'Agence de coopération culturelle et technique, aujourd'hui connue sous le nom d'Organisation internationale de la francophonie.

### Développement économique
Ses efforts pour attirer des investissements dans la province n'ont pas eu autant de succès. En 1973, il consent un financement de à Malcolm Bricklin, un homme d'affaires américain, qui veut établir une usine d'assemblage d'une voiture sport révolutionnaire, la Bricklin SV-1, à Saint-Jean. Lancée en grande pompe à l'hôtel Four Seasons de New York, la voiture destinée à déloger la Chevrolet Corvette fait bonne impression. Néanmoins, l'entreprise ferme ses portes moins de deux ans plus tard, après avoir construit un grand total de 2854 véhicules et englouti 23 millions $ de fonds publics.
À la même période, il accepte la construction d'une centrale nucléaire de technologie CANDU dans la région de Saint-Jean, à Point Lepreau. La centrale gérée par la société de la Couronne Énergie Nouveau-Brunswick, sera mise en service en 1983, mais aura coûté deux fois plus cher que prévu.

### Affaires constitutionnelles
Richard Hatfield est impliqué dans trois rondes constitutionnelles durant son long mandat. Il est présent en 1971, lors de la ronde de Victoria, première tentative de Pierre Elliott Trudeau d'inscrire une Charte des droits dans la constitution canadienne.
Hatfield participe à la première campagne référendaire au Québec, où il fait campagne pour le camp du non, « donna[n]t l'impression de vouloir se faire à la fois l'émissaire de la bonne foi du Canada anglais auprès du Québec et l'interprète des griefs québécois devant le reste du pays ».
À la suite de la victoire du camp fédéraliste, il est, avec Bill Davis de l'Ontario, le seul premier ministre provincial à souscrire jusqu'au bout à la position de Trudeau en faveur d'un rapatriement de la constitution canadienne — alors une loi du Parlement de Westminster —, et l'inscription d'une Charte des droits. Son insistance à vouloir faire reconnaître le bilinguisme de sa province le mettra en froid avec son homologue ontarien qui n'était pas prêt à accorder le même traitement à sa minorité francophone.
Selon ses biographes Michel Cormier et Achille Michaud, Hatfield était tout aussi isolé que René Lévesque, le soir du 4 novembre 1981, alors que se tramaient, au Château Laurier, les négociations sur le rapatriement de la Constitution du Canada.
Vers la fin de son mandat, en avril 1987, il participe à la conférence des premiers ministres qui débouche sur l'entente connue sous le nom d'Accord du lac Meech. Fervent partisan de l'entente intervenue entre les 11 premiers ministres, Hatfield n'a pu faire entériner le document avant la fin de son mandat.

### Fin de carrière
Les dernières années de son règne à titre de premier ministre sont marquées par le scandale. Le 25 septembre 1984, il doit accompagner la reine Élisabeth II, en visite officielle dans la province. Le premier ministre, qui doit prendre l'avion royal Fredericton à Moncton, remet ses bagages. La Gendarmerie royale du Canada inspecte le sac pour y trouver 35 g de cannabis. Une accusation de possession de drogue est portée, mais il sera finalement acquitté.
Aux prises avec des divisions internes entre les ailes francophone et anglophone de son parti, Richard Hatfield tente malgré tout d'obtenir un cinquième mandat. Mais son parti subit une débâcle sans précédent dans l'histoire politique canadienne, perdant la totalité des 58 sièges de l'Assemblée législative aux mains du Parti libéral de Frank McKenna, le 13 octobre 1987.
Il quitte la vie politique, mais accepte de siéger au Sénat à la demande du premier ministre du Canada, Brian Mulroney, le 7 septembre 1990. Il meurt moins d'un an plus tard, le 26 avril 1991, à l'hôpital Élisabeth Bruyère d'Ottawa à l'âge de 60 ans,.

## Honneurs
- Ordre du Nouveau-Brunswick